# الكوليل

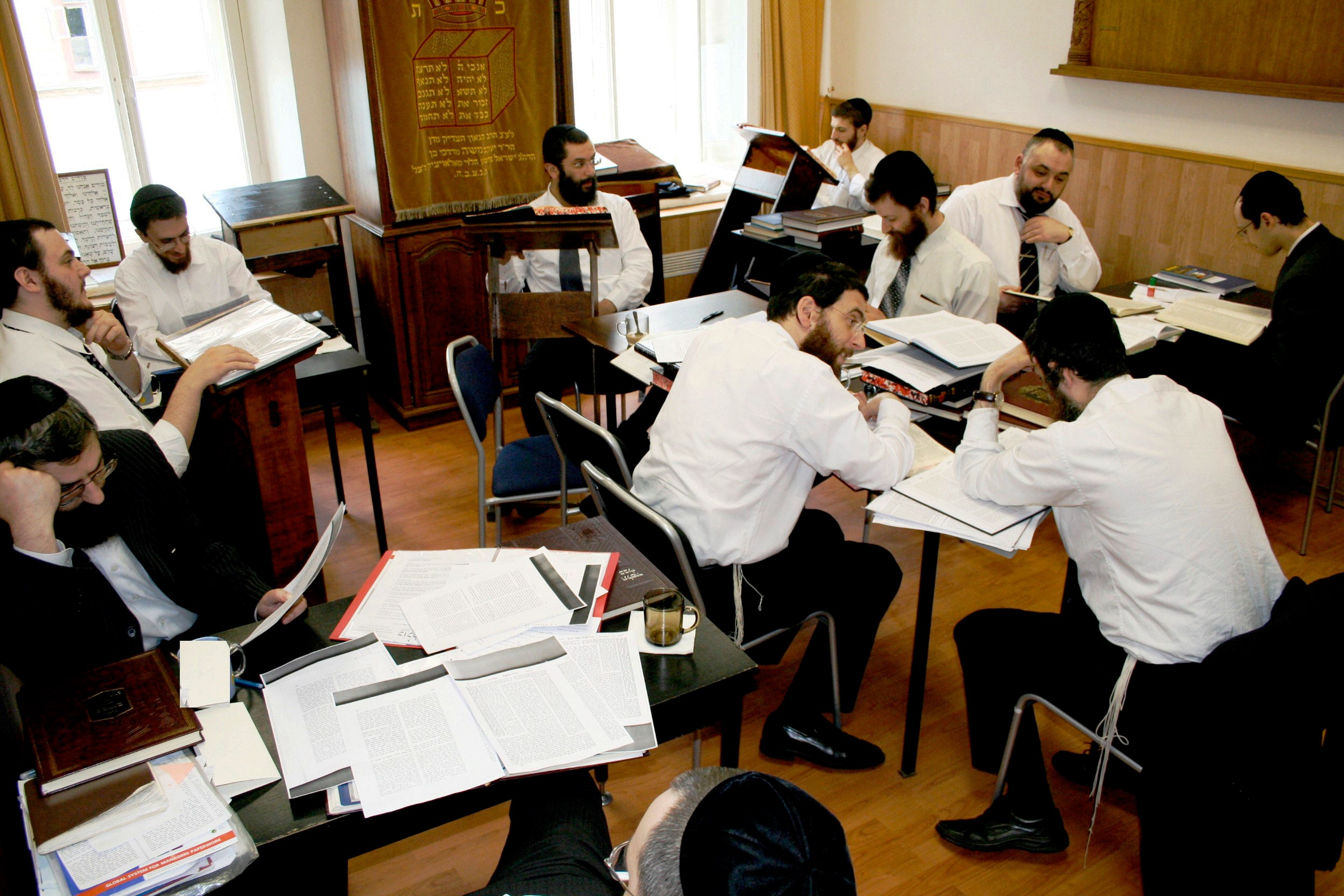

الكوليل ويقصد به في العبرية «التجمع» أو «المجموعة» [من العلماء] هو معهد للدراسة المتقدمة للتلمود والأدب الحاخامي بدوام كامل. مثل المدرسة الدينية يتميز الكوليل بالمحاضرات والجلسات التعليمية وعلى عكس المدرسة الدينية يتكون الجسم الطلابي في الغالب من الرجال المتزوجين. ويدفع الكوليل راتبًا شهريًا منتظمًا لأعضائه.

## التاريخ

### المعنى الأصلي
في الأصل، تم استخدام الكلمة بمعنى «المجتمع». أسست كل مجموعة من اليهود الأوروبيين المستوطنين في إسرائيل مجتمعهم الخاص وبنظام الدعم الخاص بهم. تمت الإشارة إلى كل مجتمع باسم كوليل بالإضافة إلى اسم المكان لتمييز المجتمع المحدد ليشوف القديم. كانت الغالبية العظمى من هؤلاء اليهود علماء تركوا أوطانهم لتكريس أنفسهم لدراسة التوراة وخدمة الله لبقية حياتهم. وكانت الكوليل المنظمة الشاملة لجميع احتياجاتهم.
الأمثلة الأولى كانت كوليل بيروشيم (طلاب فيلنا غاون الذين أسسوا أول مستوطنة يهودية أشكنازية في القدس) وكوليل حاباد من أجل الهاسيديم الروسي. تم تقسيم اليهود البولنديين إلى العديد من الكوليل: كوليل بولندا برئاسة الحاخام حاييم الزور واكس. كان كوليل فيلنا زامو تحت قيادة مختلفة. وتم دمج الجاليكيين تحت قيادة كوليل شيباس يروشالاييم. تضمنت الأخيرة في البداية المملكة النمساوية المجرية بأكملها، ولكن نظرًا لأن كل حزب فرعي يبحث عن توزيع أكثر لطفًا، انفصل المجريون إلى كوليل شمري هتشوموس.

### المعنى الحديث
أول كوليل في الشتات اليهودي – بالمعنى الحديث للكلمة – كانت كوليل كوفنو وتأسست في كوفنو (كاوناس، ليتوانيا) عام 1877. أسسها الحاخام يسرائيل سالانتر وأدارها الحاخام إسحاق بليزر. طُلب من الطلاب العشرة المسجلين الانفصال عن عائلاتهم، باستثناء يوم السبت، وتكريس أنفسهم للدراسة في الحاخامية. كان هناك حد أربع سنوات لعضوية الفرد في الكوليل.
```
يمكن اعتبار أن شخصين قد قادا فلسفة الكوليل ونموها في عالم اليوم: الحاخام أهارون كوتلر (مؤسس Beth Medrash Govoha ، ليكوود، نيو جيرسي، أكبر مدرسة دينية في الولايات المتحدة) والحاخام إلعازار شاخ، أحد أبرز قادة الجالية اليهودية في إسرائيل حتى وفاته في عام 2001.
```

تم أيضا تعزيز حركة الكوليل المجتمعية من قبل Torah Umesorah (الجمعية الوطنية للمدارس العبرية اليومية).
حاليًا، يتم تطبيق المصطلح في أمريكا على أي راتب يُمنح لدراسة المدرسة الدينية وهو الآن مصطلح عام لنهج المدرسة الدينية في الحياة.

## الفلسفة
إن فلسفة الكوليل الفريدة التي يعتمد فيها الأعضاء بالكامل على دعم الآخرين، هي جزء من فلسفة شاملة لبعض اليهود الأرثوذكس، أن الله يرغب في أن يشغل أبناء إسرائيل أنفسهم في هذا العالم بدراسة التوراة، وأعطى بعض اليهود نزعة أكبر للعمل بنية أن يدعموا المتعلمين. في اليهودية الأرثوذكسية، أصبح هذا معروفًا باسم شراكة "Yissachar-Zebulun"، بعد الأسطورة المدراشية بأن سبط زبولون دعموا سبط يساكر ماديًا حتى يتمكنوا من الانشغال بدراسة التوراة.

## الهيكل

### القيادة
معظم الكوليل لديها عالم يعمل كرئيس الكوليل ويقرر الموضوع الذي تدرسه الكوليل. في كثير من الحالات، يتعين عليه قضاء وقت طويل في جمع الأموال لدعم الكوليل.
العديد من الكوليل توظف الطلاب السابقين كجامعي تبرعات وغالبًا ما تمنحهم ألقابًا ملطفة مثل المدير التنفيذي أو مدير برمجة المجتمع. قد تشمل مشاريع جمع التبرعات رعاية أحداث معينة أو «يوم (أيام) للتعلم». العديد من الكوليل هم مستخدمون أذكياء لوسائل التواصل الاجتماعي لأغراض جمع التبرعات.

### هيكل الطالب
يدرس العديد من طلاب المعاهد اليهودية الأرثوذكسية في الكوليل لمدة عام أو عامين بعد الزواج، سواء أكانوا سيواصلون مهنة حاخامية أم لا. الرواتب المتواضعة أو رواتب زوجاتهم العاملات والثروة المتزايدة للعديد من العائلات جعلت الكوليل أمرًا شائعًا لخريجي المعاهد الدينية. يقع أكبر كوليل بالولايات المتحدة في نيو جيرسي. ويلحق بالمدرسة الدينية الدينية أكثر من 4500 طالب كوليل، والتي تضم في المجموع 6500 طالب. توجد كوليل كبيرة أيضا في كلية نير إسرائيل الحاخامية ويبلغ عددهم 180 عالما وفي يشيفا الحاخام حاييم في برلين بأكثر من 100 عالم. في المجتمع اليهودي الحريدي في إسرائيل يدرس آلاف الرجال بدوام كامل لسنوات عديدة في مئات الكوليل.
عُرف عن الكوليل في بعض الأحيان أنه يسبب قدرًا كبيرًا من الاحتكاك مع الجمهور الإسرائيلي العلماني عمومًا. وقد تعرضت لانتقادات من قبل المجتمعات اليهودية الأرثوذكسية الحديثة وغير الأرثوذكسية والعلمانية. يدافع الحريديون عن ممارسة الكوليل على أساس أن اليهودية يجب أن تنمي منحة التوراة بنفس الطريقة التي يجري بها العالم الأكاديمي العلماني أبحاثا في مجالات الموضوعات. في حين أن التكاليف قد تكون مرتفعة على المدى القصير، سيستفيد الشعب اليهودي على المدى الطويل من وجود العديد من العلمانيين والعلماء والحاخامات المتعلمين.
طلاب يشيفا الذين يتعلمون في كثير من الأحيان في الكوليل يواصلون دراستهم ويصبحون حاخامات أو مقرري الشريعة اليهودية أو مدرسين للتلمود واليهودية. يدخل آخرون عالم الأعمال إذا نجحوا، فقد يدعمون مالياً دراسة الآخرين مع تخصيص الوقت لمواصلة تعلمهم.

## مجتمع الكوليل
في أواخر القرن العشرين تم تقديم مجتمع الكوليل على إنها أداة تواصل أرثوذكسي تهدف إلى تقليل الاستيعاب ونشر اليهودية الأرثوذكسية بين السكان اليهود على نطاق أوسع. في أوائل التسعينيات، عَمل بالكوليل في أمريكا الشمالية في لوس أنجلوس وتورنتو وديترويت. تأسست أيضا في مونتريال وميامي بيتش ودالاس وسانت لويس وميزوري ومينيابوليس وأتلانتا وسياتل وبيتسبرغلاس فيجاس وفيلادلفيا وفينيكس بولاية أريزونا.
في السنوات الماضية، تم افتتاح حوالي 30 مجتمعًا حريديًا كوليليا في أمريكا الشمالية من قبل علماء مدربين في المدرسة الدينية، بالإضافة إلى الدراسة بدوام كامل من قبل أعضاء الكوليل، كمراكز لتعليم الكبار والتواصل مع الجاليات اليهودية التي يتواجدون فيها. تشمل الموضوعات كل شيء من اللغة العبرية الأساسية إلى التلمود المتقدم. بالإضافة إلى نقل معرفة التوراة، تعمل هذه الكوليل على نقل المهارات التقنية المطلوبة للدراسة الذاتية.
تستضيف العديد من المجتمعات الأرثوذكسية الحديثة Torah MiTzion، حيث يتعلم ويدرس خريجو هيسدر لمدة عام واحد.

## النقد
في حين أن الكوليل هو نظام شائع ومقبول في العديد من الأوساط اليهودية الأرثوذكسية، يرى البعض أنه يجب التمييز بين حالة الرغبة المشتركة في ذلك من قبل كل من المتعلم والداعم، ومن ناحية أخرى، المجتمعات التي تمارس الضغط على المتعلم للانضمام والبقاء في الكوليل وفي نفس الوقت تمارس الضغط على المجتمع لدعم مثل هذا الفرد.
بعض الإنتقادات الأخرى لنظام الكوليل الحديث تشمل:
- العبء المالي الصعب الملقى على كاهل الأفراد غير المستعدين لدعم المؤسسات من أجل دراسات الكوليل.
- الجواز المعقد للشريعة اليهودية للحصول على دعم مالي لدراسة التوراة، مع تجنب التحضير لوظيفة مستقبلية.
- الفقر على مستوى المجتمع المحلي الذي يصاحب النظام غالبًا إلى جانب تأثيره على الاقتصاد الأكبر.
- اتفاقية العزلة عن الحياة اليومية والتفاعلات الاجتماعية والمهنة التي أدت إلى فصل الدراسات عن الممارسة اليومية الفعلية.
- عدم وجود اختبار معياري وإشراف منتظم مما يسمح بإساءة استخدام الوقت المخصص للدراسة.
- التركيز على الفحص الشامل لعدد قليل نسبيًا من صفحات التلمود بدلاً من إكمال التلمود بالكامل مع التركيز على الشريعة اليهودية العملية ومجالات أخرى من الأدب اليهودي.